# Lamiscos de Samos
Lamiscos (en grec ancien Λαμισκος) est un philosophe grec du IVe siècle av. J.-C. originaire de la ville de Tarente en Sicile, disciple d'Archytas de Tarente, assistant du philosophe Platon vers -360,.

## Histoire
Platon parle de lui dans une Lettre, le seul dit « apocryphe » mais dont authenticité est admise, la Lettre VII, dans laquelle il est dit que Lamiscos, un pythagoricien, est venu au secours de Platon, interférant auprès de Denys II de Syracuse pour ne pas retenir Platon, désireux de quitter l’île.